# Комишуватка
Комишува́тка — село в Україні, у Приморській міській громаді Бердянського району Запорізької області. Населення становить 526 осіб.
Село тимчасово окуповане російськими військами 24 лютого 2022 року.

## Географія
Село Комишуватка розміщене на правому березі річки Обитічна, вище за течією на відстані 3,5 км розташоване місто Приморськ, нижче за течією на відстані 4 км розташоване село Преслав.

## Населення

### Мова
Розподіл населення за рідною мовою за даними перепису 2001 року:
| Мова       | Кількість | Відсоток |
| ---------- | --------- | -------- |
| російська  | 426       | 80.99%   |
| українська | 84        | 15.97%   |
| болгарська | 8         | 1.52%    |
| румунська  | 8         | 1.52%    |
| Усього     | 526       | 100%     |

## Історія
Село виникло на місці сторожового поста на Камишеватському броді через річку Обитічну.
12 червня 2020 року, відповідно до розпорядження Кабінету Міністрів України № 713-р «Про визначення адміністративних центрів та затвердження територій територіальних громад Запорізької області», увійшло до складу Приморської міської громади.
Після ліквідації Приморського району 19 липня 2020 року село увійшло до Бердянського району.

## Економіка
- «Зеніт», ПП.

## Об'єкти соціальної сфери
- Школа I—II ст.
- Будинок культури.